# 바르톨로메오
바르톨로메오(아람어: ברתולומאוס הקדוש, 그리스어: Βαρθολομαίος, 공동번역성서, 로마가톨릭), 또는 바돌로매(개역개정)는 예수 그리스도가 임명한 열두 제자 즉 기독교의 사도 가운데 한 사람이다. 바르톨로메오라는 이름은 ‘톨로메오의 아들’이란 뜻이며, 신약성서에서는 그저 사도들의 명단에만 언급되어 있을 뿐, 그 외에는 그다지 알려지지 않은 인물이다. 교부들의 기록에도 별로 기록된 바가 없다. 일부 학자들과 개신교에서는 그를 필립보에 의해 예수에게 부름을 받았던 갈릴래아에 있는 가나의 나타나엘(Ναθαναὴλ: 하느님의 선물)을 그의 본명으로 보고 있다.
기독교에서는 열두 제자 중 한 명이므로 성인으로 지정되었다. 로마 가톨릭교회와 성공회에서 지정한 축일은 8월 24일이고, 동방 정교회에서 지정한 축일은 6월 11일이다. 상징물은 칼과 벗겨진 살가죽이며, 치즈 상인·미장공·석고 세공인의 수호 성인이다.

## 행적
성경에 따르면, 필립보는 예수의 제자가 된 사실에 기쁨을 참지 못하고 자신의 친구 나타나엘을 찾아갔다. 필립보는 무화과나무 밑에 앉아 묵상에 잠겨 있던 나타나엘에게 다가가 말하기를 “나는 모세의 율법서와 예언자들의 글에 기록되어 있는 분을 만났다. 그 분은 예수님이라는 분이신데, 나자렛 출신이시다” 라고 하였다.
이에 대해 나타나엘은 “나자렛에서 무슨 신통한 것이 나올 수 있겠는가?”라고 의심쩍어하였으나 일단 필립보의 소개로 예수를 처음 만나게 되었다. 그때 그는 예수로부터 “보라! 이 사람이야말로 정말 이스라엘 사람이다. 그에게는 조금도 거짓이 없다” 며 크게 칭찬을 받았다. 그러자 나타나엘은 깜짝 놀라며 예수에게 자신을 어떻게 알았냐고 묻자 예수는 “필립보가 너를 찾아가기 전에 무화과나무 아래에 있는 너를 보았다. 그때 이미 너를 알고 있었다” 고 말하였다. 예수의 말에 감탄한 나머지 나타나엘은 예수에게 “당신은 하느님의 아들이시며 이스라엘의 왕이십니다” 라고 외치게끔 만들었다. 그러나 예수는 “네가 무화과나무 아래에 있는 것을 보았다고 해서 나를 믿느냐? 앞으로는 그보다 더욱 큰 일을 보게 될 것이다” 라고 하였다.
바르톨로메오는 예수가 부활한 후 갈릴래아 호숫가에 나타났을 때 예수를 본 사람 중의 한 사람이기도 하다.
전승에 따르면, 바르톨로메오는 예수가 승천한 후 소아시아 지방인 프리기아와 리카오니아 등지를 거쳐 아르메니아에 도달해 그곳에서 선교 활동을 하다가, 이교 사제들의 선동을 받은 아스티아제스라는 왕에 의하여 참수당한 것으로 알려져 있다. 바르톨로메오는 산 채로 칼에 의해 전신의 살가죽이 벗겨지고, 나중에는 십자가에 못 박혀 머리가 베어지는 등 갖은 혹형을 당하였다.
그의 유해는 알바노 시에 정중히 매장되었다가 후에 메소포타미아의 다라 지방으로 옮겨졌고, 6세기에 시칠리아 섬 근처에 있는 리파리 섬에 이송되었다. 839년에는 사라센의 침략을 피해 베네벤토에, 983년에는 로마로 운반되었고, 오늘날에는 티베르 강 가운데 있는 한 섬에 건축된 성 바르톨로메오 성당에 보관되고 있다.

## 같이 보기
- 성 바르톨로메오 축일의 학살